# Francisco Pérez de Prado y Cuesta
Francisco Pérez de Prado y Cuesta  (Aranda de Duero, 1678-Madrid, 1755) fue un religioso español, obispo de Teruel, comisario general de Cruzada e inquisidor general.

## Biografía
De tendencia antirregalista, fue fiscal de los tribunales inquisitoriales de Córdoba y de Sevilla y comisario general de Cruzada. Nombrado obispo de Teruel en 1732, ocupó la mitra hasta su muerte en 1755. Allí impulsó en 1745 la creación de un colegio de la Compañía de Jesús, a pesar de la oposición de las autoridades de la ciudad así como de la mayoría de los clérigos y los cuatro conventos existentes, para quienes la escasa población de la ciudad no requería una nueva institución religiosa, además de manifestar cierto recelo frente a la actuación de Pérez de Prado, que solo tenía buenas palabras para los jesuitas y dejaba de lado a las restantes órdenes. Su carácter rigorista en el terreno de la moralidad pública provocó, de hecho, conflictos con las autoridades civiles a causa de los edictos promulgados por el obispado por los que se prohibían bailes, sátiras, corridas de toros, fuegos artificiales y otros actos que pudiesen atentar contra la decencia, especialmente cuando implicasen la participación en el mismo acto de hombres y mujeres mezclados. El problema llegó hasta los tribunales porque las autoridades civiles consideraban que el obispo invadía sus competencias.
Desde 1746 gobernó la diócesis a través de vicarios al ser designado inquisidor general por Felipe V aunque, muerto el rey antes de ser confirmado, recibió las bulas de confirmación por el papa el 22 de agosto de 1746, reinando ya Fernando VI.
De su obra escrita destaca el Compendio de las tres leyes: natural, escrita y evangélica. Pérdida de la gracia en Adán y Eva, obra redactada durante sus años de fiscal en Sevilla, donde se publicó hacia 1726, con dedicatoria «A mis hermanos amados en N. Señor Jesv-Christo, los reconciliados por la Inquisición de Sevilla». Se ocupaba en ella del fenómeno del criptojudaísmo, sus costumbres y tradiciones, demostrando un profundo conocimiento de estas prácticas así como de la literatura rabínica. Pérez de Prado censuraba la forma de transmitir la religión a los hijos, que comparaba con la inocencia de Adán y Eva antes de ser tentados por la serpiente, así como la laxitud de los padres que bautizan a los hijos en lugar de circuncidarlos pero los educan en el judaísmo. Criticaba también el afán de otorgarse antiguos linajes, hasta remontarse a Abraham, aun cuando le constaba por su experiencia como fiscal que los que conocían más allá de su tercer abuelo eran una excepción.